# Tatochila theodice
Tatochila theodice är en fjärilsart som först beskrevs av Jean Baptiste Boisduval 1832.  Tatochila theodice ingår i släktet Tatochila och familjen vitfjärilar. Inga underarter finns listade i Catalogue of Life.